# Хам Хын Чхоль
Хам Хын Чхоль (кор. 함흥철, 17 ноября 1930, Сеул, Японская империя — 11 сентября 2000, Сораксан) — южнокорейский футболист, игравший на позиции вратаря. После завершения игровой карьеры — тренер. Двукратный чемпион Азии 1956 и 1960 годов, как игрок. Победитель Азиатских игр 1978 года, как тренер. Трехкратный чемпион Южной Кореи.
Выступал, в частности, за национальную сборную Южной Кореи, с которой впоследствии работал тренером.

## Клубная карьера
Родился 17 ноября 1930 года в Сеуле. Футбольную карьеру начал в клубе ROK Army OPMG (армейский клуб) за который играл до 1963 года, в составе клуба стал чемпионом Южной Кореи в 1954 году, выиграл национальный кубок в 1957 году. С сезона 1964 года в составе клуба «Дэхан Тунгстен» из города Йонволь. С новым клубом дважды становился чемпионом Южном Кореи в 1965 году, в весеннем и осеннем национальных первенствах этого года.
Завершил игровую карьеру в 1967 году в составе клуба «Дэхан Тунгстен».

## Выступления за сборную
В 1954 году получил свой первый вызов в состав национальной сборной Южной Кореи. В том же году был включён в заявку сборной для участия в матчах чемпионата мира 1954 года, однако на турнире основным голкипером сборной был Хон Док Ён, а Хам Хын Чхоль был его дублёром.
Дебютировал в матчах за сборную только в 1956 году в отборочном турнире к Кубку Азии 1956 года. Был основным голкипером сборной в финальной стадии турнира, проходившего в Гонконге на котором сборная Южной Кореи стала чемпионами континента. Через четыре года защищал ворота Южной Кореи на домашнем кубке Азии 1960 года, где помог защитить корейцам титул чемпионов Азии. В составе сборной принимал участие в Олимпийском футбольном турнире на играх 1964 года в Токио, выходил на поле во всех трёх матчах турнира в которых пропустил 20 голов.
Всего в течение карьеры в национальной сборной, длившейся 12 лет, провёл 42 матча — пропустил 58 голов.

## Тренерская карьера
16 июля 1972 впервые был назначен главным тренером национальной сборной Южной Кореи, которая под его руководством до конца года провела 19 матчей.
Впоследствии руководил национальной командой с ноября 1974 года по май 1976 года, выводя сборную на поле в 35 матчах, в третий раз возглавлял сборную с марта 1978 по марта 1979 года, в 1978 году выиграл со сборной титул чемпиона Азиатских игр.
Последним местом тренерской работы был клуб «Аллелуйя», главным тренером команды которого Хам Хин Чхоль был с 1982 по 1985 год.

## Титулы и достижения
Игрока
- Обладатель Кубка Азии: 1956, 1960[11]
- Серебряный призёр Азиатских игр: 1954, 1958[11]

Тренера
- Победитель Азиатских игр: 1978[11]